# Life Goes On (песня Тупака Шакура)
«Life Goes On» — пятый сингл с альбома All Eyez on Me, посвящён памяти Big Kato; помимо этого, Тупак рассказывает о своей будущей смерти и о собственных похоронах. Ретроспективно песня часто называется одной из наиболее трогательных и эмоциональных песен Шакура. Главный герой песни — типичный персонаж своего времени — молодой парень, состоящий в одной из уличных банд. Шакур рассуждает о последствиях такого образа жизни и влиянии гетто на личность.
В 1998 году песня была включена в альбом Greatest Hits, а в 2003 году на песню был сделан микс, к альбому-микстейпу Nu-Mixx Klazzics. В мае 1999 года песня достигла второй строчки чарта Billboard, а всего провела в чарте семь недель.
Рэпер Bizzy Bone использовал семпл «Life Goes On» в своей песне, посвящённой Тупаку.